# Họ Kỳ đà
Họ Kỳ đà (danh pháp khoa học: Varanidae) bao gồm các loài thằn lằn ăn thịt lớn nhất bao gồm cả rồng Komodo, kỳ đà Salvadori. Các loài còn sinh tồn thuộc chi Kỳ đà, còn lại các loài khác đã tuyệt chủng. Các loài gần gũi nhất với họ Kỳ đà là thằn lằn rắn thuộc họ Anguidae và thằn lằn thuộc chi Heloderma trong họ Helodermatidae
Họ này được xác định bởi Estes de Queiroz và Gauthier (1988) như là một nhánh bao gồm tổ tiên chung gần nhất của Lanthanotus và Varanus và tất cả các hậu duệ của nó. Một định nghĩa tương tự đã được xây dựng bởi Conrad (2008), định nghĩa Varanidae như là một nhánh có chứa cả Varanus varius, Lanthanotus borneensis, và tất cả các hậu duệ từ tổ tiên chung gần nhất của chúng. Sử dụng một trong các định nghĩa này dẫn đến sự gộp chung cả kỳ đà không tai (Lanthanotus borneensis) trong họ Varanidae. Lee (1997) đã tạo ra một định nghĩa khác về họ Varanidae như là nhánh có chứa chi Varanus và tất cả các đơn vị phân loại có quan hệ gần gũi với Varanus hơn là với Lanthanotus, định nghĩa này thể hiện một cách rõ ràng rằng loài kỳ đà không tai không nằm trong họ Varanidae. Việc gộp hay không gộp loài Lanthanotus borneensis vào trong họ Varanidae phụ thuộc vào từng tác giả phân loại: chẳng hạn, Vidal và ctv. (2012) phân loại kỳ đà không tai là thành viên của họ riêng biệt là họ Lanthanotidae, trong khi Gauthier và ctv. (2012) lại phân loại nó là thành viên của họ Varanidae.

## Mô tả
Chúng là một trong những nhóm thằn lằn thông minh nhất. Chúng có thể tìm thức ăn ngay tại các trang trại gia súc hay những khu dân cư sinh sống, và nhiều loài trong số chúng có sức chịu đựng cao. Mặc dù đa phần là các loài ăn thịt, nhưng ít nhất 1 loài Varanus olivaceus được biết đến là ăn trái cây. Trong số các loài còn sinh tồn, các chi thể hiện dị tốc sinh trưởng dương, nghĩa là có các chi to hơn ở các loài có cơ thể lớn hơn, mặc dù bàn chân trở nên nhỏ hơn khi so sánh với các bộ phận khác của chân.. Cùng với khả năng thở bằng phổi trong khi chạy của một số loài khiến chúng là những loài có khả năng chạy rất nhanh và chúng được coi là "vua" của các loài thằn lằn.

## Phân loại
Phần lớn các chi gộp trong họ này đã tuyệt chủng, còn chi Lanthanotus thì chưa rõ phân loại, đôi khi xếp riêng trong họ của chính nó là Lanthanotidae.
- †Cherminotus?
- †Iberovaranus[12]
- †Pachyvaranus?[13]
- †Palaeosaniwa?[14]
- †Saniwa
- †Saniwides?
- †Telmasaurus?
- Lanthanotus? (có thể không thuộc họ Varanidae)
- Varanus - kỳ đà, rồng Komodo v.v.